# Eulalia de la Cruz
Eulalia de la Cruz Bugallal (Carmona, 1926) fue una archivera española, directora del Archivo Municipal de Sevilla entre 1969 y 1991. Es una de las investigadoras reconocidas en el proyecto Mujeres Investigadoras en los Archivos Estatales 1900-1970 que desarrolló el Ministerio de Cultura en 2020.

## Trayectoria
De la Cruz se licenció en Filosofía y Letras (Sección Historia), y obtuvo por oposición una plaza de archivera, siendo destinada a la Hemeroteca Municipal de Sevilla. En 1969, tras la jubilación de Francisco Collantes de Terán Delorme, ocupó el puesto de Archivero Jefe, posteriormente transformado en Jefe del Servicio de Archivo, Hemeroteca y Publicaciones, hasta su jubilación en 1991. 
Fue la primera mujer del cuerpo de archiveros municipales en Sevilla donde trabajó durante cuatro décadas. Su última intervención antes de la jubilación consistió en dirigir los trabajos de traslado de los fondos del Archivo Municipal desde las Casas Consistoriales a su actual ubicación en la calle Almirante Apodaca.
De la Cruz escribió la obra Carmona en el reinado de los Reyes Católicos, publicado por Editorial Católica Española en 1952. También tradujo del francés la Historia de las Grandes Civilizaciones de Fernand Devismes.
En 1977, prologó la Guía del Archivo Municipal de Sevilla elaborada por Antonio Collantes de Terán y Sánchez.
Estuvo casada con el historiador americanista Fernando de Armas Medina, catedrático de la Universidad de Sevilla, con el que tradujo diferentes artículos y desarrolló colaboraciones en obras colectivas.

## Obra
- Carmona en el reinado de los Reyes Católicos, Madrid, Editorial Católica Española, 1952.[4]
- Historia de las Grandes Civilizaciones de Fernand Devismes.[5] Traducción del francés.

## Reconocimientos
Con su obra Carmona en el reinado de los Reyes Católicos,obtuvo el segundo premio del certamen literario convocado por El Ayuntamiento de Carmona con ocasión del XI centenario de San Teodomiro en octubre de 1951.
De la Cruz Bugallal fue incluida en el proyecto Mujeres Investigadoras en los Archivos Estatales 1900-1970 de la Subdirección General de Archivos Estatales en colaboración con el Archivo Histórico Nacional, el Archivo de la Corona de Aragón, el Archivo General de Simancas, el Archivo General de Indias, el Archivo de la Real Chancillería de Valladolid, el Archivo General de la Administración y el Centro de Información Documental de Archivos. Este proyecto, nacido en 2020, trata de reconocer el trabajo de las mujeres archiveras y su presencia en la historia tantas veces invisibilizada.